# Gamal Mubarak
Gamal Al Din Mohammed Hosni Ei Sayed Mubarak (em árabe: جمال الدين محمد حسنى سيد مبارك, IPA: [ɡæˈmæːl edˈdiːn mæˈħæmmæd ˈħosni ˈsæjjed moˈbɑːɾˤɑk]), (nascido em 27 de dezembro de 1963), é o mais novo dos dois filhos do presidente egípcio deposto Hosni Mubarak e da ex-primeira-dama, Suzanne Mubarak. Em contraste com seu irmão mais velho Alaa Mubarak, Gamal havia prosseguido um perfil público ativo e estava começando a exercer alguma influência sobre a vida política do país antes da revolução de 2011, sendo chefe da campanha de seu pai para a reeleição durante a campanha presidencial em setembro de 2005.
Como seu irmão mais velho, Alaa, Gamal Mubarak também possui passaporte britânico (sua avó materna era galesa).
Mubarak também é o antigo presidente da Future Generation Foundation (FGF), uma ONG dedicada à formação profissional, e um antigo membro honorário da Rotary, que foi concedido a ele em maio de 2000 pelo então presidente da Rotary International, Frank Devlyn.
Em maio de 2007, Mubarak se casou com Khadija El Gammal, filha do empresário egípcio Mahmoud El Gammal. Eles têm uma filha, Farida, que nasceu em 2010.
Durante a primeira semana da Revolução Egípcia de 2011 houve relatos não confirmados e especulações de que Gamal poderia ter deixado o Egito durante os protestos. No entanto, em 3 de fevereiro de 2011, Gamal esteve presente para uma entrevista de seu pai à ABC News, no Cairo.
Desde 13 de abril de 2011, Gamal encontra-se preso enquanto aguarda inquéritos de corrupção, abuso de poder, e por seu suposto papel em causar mortes e vítimas de manifestantes pacíficos durante a revolução que foi desencadeada em 25 de janeiro de 2011.

## Ligações Externas
- Yahoo Notícias: Filhos de Mubarak são processados por corrupção pela segunda vez
- Interview with Gamal Mubarak: "We Need Audacious Leaders", Middle East Quarterly, Winter 2009
- Egypt: Time of the Reformers, Interview by Pascal Drouhaud, Politique internationale, n° 120, Paris, 2008
- Daniel Sobelman, "Gamal Mubarak: President of Egypt?", Middle East Quarterly, Spring 2001
- National Democratic Party
- Amnesty International's 2005 Report on Egypt
- BBC: "Mubarak son raises public profile", September 10, 2004.
- MSNBC: "Stage set for political dynasty in Egypt?", July 28, 2004.
- Foreign Policy: «Is Gamal Mubarak the Best Hope for Egyptian Democracy? | The Middle East Channel». Mideast.foreignpolicy.com. Consultado em 5 de junho de 2011
- Egypt Has a Right to Nuclear Energy for Peaceful Purposes. Nuclear Energy - a Possible Alternative in the Future 9/20/2006